# José Carlos Borreguero
José Carlos Agustín García Borreguero [Hernández] (Salamanca, 4 de noviembre de 1794-Salamanca, 20 de febrero de 1867) fue un compositor y maestro de capilla español.

## Biografía
Nació en Salamanca, el 4 de noviembre de 1794, hijo de Pedro García Borreguero, procedente de Losada, en la diócesis de Plasencia, e Isabel Hernández, originaria de Salamanca. Entró con nueve años en el Colegio de Mozos del Coro de la Catedral de Salamanca, permaneciendo durante la Guerra de la Independencia, ya huérfano. Durante esos años, Borreguero pasó muchas dificultades, sobre todo tras el cierre del colegio en 1812. Ingresó en el Seminario de Carvajal, un centro para «huérfanos, pobres de solemnidad», pero con la condición de un comportamiento ejemplar. Permaneció en el Seminario hasta agosto de 1814.
Tras el fallecimiento de Antonio Cintora quedó vacante la plaza de tenor en la capilla de la metropolitana salmantina, que estaba dotada como medio racionero. Borreguero aprobó las oposiciones gracias a la recomendación realizada por el maestro Doyagüe, consiguiendo el cargo frente a Manuel Álvarez, tonsurado prebendado de la Catedral de Valladolid:

[...] que la calidad de voz considerara en toda su estensión es agradable e igual, escepto los bajos que son algo débiles. Esta voz en mi concepto tiene el defecto de tener poco cuerpo y vigor, principalmente quando canta con toda la capilla y en el facistol [...] este es el defecto que se nota en esta voz, que es oírse poco en el ocho y facistol: para un solo y un aria tiene el necesario [...]
Manuel Doyagüe, 15 de julio de 1814

Se matriculó el 7 de diciembre de 1815 en la Universidad de Salamanca, donde estudió hasta la primavera de 1823. En la Universidad cursó matemáticas, lógica, metafísica y filosofía moral y posteriormente instituciones civiles, derecho natural y de gentes, prenociones canónicas y derecho español, aunque ya no llegó a examinarse de este último. En mayo de 1816 se le permitió trasladarse a Ciudad Rodrigo para tomar las órdenes menores como subdiácono. En 1818 ya constaba con diácono y, antes de la finalización de sus estudios, había sido nombrado presbítero con prebenda. Tras el fin del Trienio Liberal, Borreguero, que se implicó políticamente con los liberales constitucionalistas y fue presidente de la Sociedad Patrótica local, sufrió el proceso de depuración política y tuvo que dejar sus estudios en Salamanca. En cualquier caso, la Universidad fue cerrada por decreto de las autoridades absolutistas.
Poco a poco fueron mejorando sus condiciones económicas y alquiló una vivienda propia, en la que vivía con su hermana viuda y un estudiante. En 1829 se presentó a las oposiciones para el magisterio de la Catedral de Sevilla, sin éxito. En 1838 comenzó a trabajar como maestro en la escuela de San Eloy. Fue consolidándose su posición dentro de la Catedral, en un momento en el que parece que Doyagüe no tenía todas las simpatías del cabildo. De hecho, de las disputas sobre las partituras y libros en posesión de Doyagüe y sus herederos surgió el archivo catedralicio, que hasta ese momento no había existido como tal y del que se encargó Borreguero.
En 1941 comenzaron las enfermedades del maestro Doyagüe —impedido «física y moralmente»— y Borreguero comenzó a sustituirlo en sus funciones de forma interina. Fue en contra de la recomendación del maestro, que prefería a su discípulo favorito, Santiago Tejero, presbítero y capellán de coro. Hubo dificultades para que recibiera su salario, debido tanto a sus posiciones políticas como a que en septiembre de ese año comenzara la Desamortización de Espartero, encargándose el Estado de satisfacer los sueldos eclesiásticos. Esto también se reflejó en las estrecheces que pasó la propia capilla por falta de presupuesto. Doyagüe falleció el 18 de diciembre de 1842, pero Borreguero nunca llegó a ocupar el cargo debido a las dificultades de la capilla. De hecho, el 23 de marzo de 1846 se eliminó la capilla musical, que se recuperó el 27 de abril, pero hubo que simplificar la liturgia, limitarla al «canto llano con el acompañamiento del órgano en los casos que antes se verificaba el canto al facistol». Borreguero complementaba sus ingresos con encargos externos a la iglesia.
Tras el Concordato de 1851, Isabel II nombró por real decreto a Borreguero para un beneficio capellanía vacante en la misma, «conservando sus actuales consideraciones y con la dotación que por el concordato le está asignada desde el primero de octubre» siguiente, por 6000 reales.
El 22 de agosto de 1853 fue nombrado rector del Colegio de Niños del Coro, en sustitución de Francisco Olivares, que había renunciado. La propuesta de Borreguero fue llevarse los niños a su casa, «porque el estado de su salud no le permite vivir la destinada para Colegio», a lo que accedió el Cabildo «interina y provisionalmente». Borreguero renunció en abril de 1856 al cargo, abrumado por las dificultades económicas de la institución y el poco salario que recibía. El conflicto con el Cabildo acabó con el nombramiento el 23 de abril de 1856 de Manuel Astudillo como maestro de capilla interino y Francisco Petisco como rector interino del Colegio.
Desde 1855 Borreguero había estado visitando regularmente los Baños de Ledesma, «por sus padecimientos», lo que indica una salud en decline. Sin otras responsabilidades, a principios de 1863, Borreguero fue nombrado rector del Colegio Seminario de Carvajal. Mantuvo el cargo hasta su fallecimiento el 20 de febrero de 1867. Le sucedió en el cargo el beneficiado Nicolás Álvarez. En su testamento dejó 1000 reales y toda la música en su posesión para la Catedral, 1000 para el Coelgio de Niños del Coro y otros 1000 para el Colegio Seminario.

## Obra
Como maestro interino, Borreguero comenzó a componer para las ocasiones litúrgicas, que fueron comentadas por Benito Ramón Losada en 1843, «actual Director de la Capilla, entre otras composiciones que acreditan su buen gusto, presentó un miserere de primer orden, cantado el Jueves Santo, que mereció altos elogios de los profesores, a los que hemos oído enumerar sus bellezas, calificándole de obra maestra y concluida con primor».
Se conservan 39 de sus obras en el archivo de la Catedral de Salamanca. Entre las composiciones se cuenta música en latín, villancicos y cantadas.